# Prefetto
Il titolo di prefetto è attribuito a preposti di uffici, solitamente pubblici o ecclesiastici, con attribuzioni diverse. Generalmente però il ruolo è ricoperto da funzionari pubblici; i soggetti in questione possono anche essere raggruppati in un apposito corpo, detto "corpo prefettizio".

## Storia

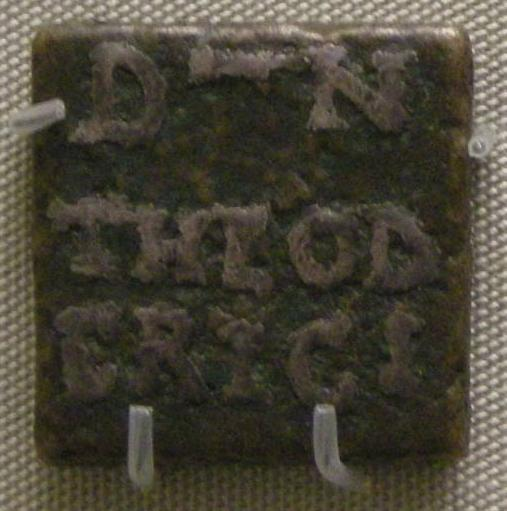
Peso di bronzo con intarsi d'argento, coniato in nome di Teodorico da Catilinus, Prefetto di Roma, 493-526

Prefetto deriva dal latino praefectus ('preposto, messo a capo', participio perfetto dal verbo praeficĕre, a sua volta composto da prae, 'avanti', e facĕre, 'fare'), termine che nel diritto romano designava funzionari pubblici investiti di determinate funzioni, in ambito civile e militare, per delega di un'autorità superiore: un magistrato o, in seguito, l'Imperatore.
Già utilizzato in epoca repubblicana, in epoca imperiale il titolo fu attribuito a numerosi funzionari, con le competenze più disparate, solitamente tratti dall'ordine equestre, che facevano parte dell'apparato burocratico alle dipendenze dell'Imperatore. Alcuni di questi funzionari erano preposti a province, città o altri territori; si possono ricordare:
- il praefectus Alexandreae et Aegypti, poi praefectus augustalis, governatore dell'Egitto;
- il praefectus Mesopotamiae, governatore della provincia di Mesopotamia a partire dal 197;
- il praefectus Sardiniae, governatore della provincia di Sardegna in età augusteo-tiberiana;
- il praefectus Iudaeae, governatore della Giudea (annessa alla provincia di Siria) in età augusteo-tiberiana;
- il praefectus Urbi, di rango senatorio, cui era affidata la tutela della città di Roma e, in seguito, anche di Costantinopoli.

Nell'alto medioevo il titolo romano di prefetto venne usato per indicare il governatore di una marca di frontiera, dunque, di fatto, sinonimo di marchese.

## Uso del titolo
Nel Regno d'Italia il Prefetto di palazzo era un dignitario della Real Casa incaricato di introdurre a palazzo i capi di Stato in visita ufficiale e gli ambasciatori e ministri plenipotenziari che presentavano le lettere credenziali. Sotto la sua direzione era posta la Casa civile della quale facevano parte i cappellani, gli ingegneri e architetti, i medici e i chirurghi e gli artisti di corte.
In passato il titolo di prefetto era attribuito a chi dirigeva una biblioteca; oggi sopravvive nella Biblioteca Apostolica Vaticana, nell'Archivio Segreto Vaticano e nella Biblioteca Ambrosiana.
Ha il titolo di prefetto chi dirige un istituto scolastico secondario dipendente dalla Comunità francofona del Belgio; si tratta, quindi, di una figura corrispondente al dirigente scolastico o, in passato, al preside italiano. In Svezia, invece, il prefetto dirige un dipartimento universitario.
In seminari, convitti e simili il prefetto di disciplina ha la responsabilità degli studi e della disciplina dei ragazzi a lui affidati. Il termine, però, è ormai caduto in disuso, sostituito da istitutore.
In Argentina i gradi di sottoprefetto, prefetto, prefetto maggiore e prefetto generale sono attribuiti agli ufficiali superiori e generali della Prefettura Navale Argentina (Prefectura Naval Argentina), corpo di polizia che svolge le funzioni in altri paesi attribuite alla guardia costiera. A capo del corpo è posto il Prefetto nazionale navale, coadiuvato dal Sottoprofetto navale nazionale, entrambi con il grado di prefetto generale.

## Il ruolo e le funzioni

### Rappresentante del governo
In taluni ordinamenti, tra cui l'Italia, la Francia, varie ex colonie francesi e del Belgio (per esempio il Ruanda), alcuni cantoni della Svizzera (Berna, Vaud, Friburgo) e la Romania, il prefetto è l'organo monocratico dello Stato che rappresenta il governo in una circoscrizione territoriale, come il dipartimento, la provincia o la prefettura. Il termine prefettura viene di solito utilizzato anche per designare l'ufficio al quale il prefetto è preposto. In alcuni Stati la circoscrizione retta dal prefetto è a sua volta suddivisa in circoscrizioni minori (in Francia e in altri paesi francofoni denominate arrondissement) rette da un sottoprefetto, a capo di una sottoprefettura. Vi sono infine ordinamenti che hanno un organo analogo al prefetto, denominato però diversamente (per esempio governatore, intendente o commissario).
La figura del prefetto è tipica degli stati unitari, in particolare di quelli che hanno adottato un'organizzazione di tipo accentrato, operando come emanazione diretta del governo centrale nei confronti delle collettività locali. Di solito è investito di poteri di vigilanza e coordinamento, più o meno estesi, sugli altri organi locali dello stato - che nel modello classico, di derivazione napoleonica, dipendono gerarchicamente dal prefetto - nonché di funzioni di controllo sugli enti locali o di raccordo con gli stessi; è inoltre responsabile del mantenimento dell'ordine pubblico e sovrintende alle forze di polizia.
Il prefetto francese, che rappresenta il prototipo al quale si sono generalmente ispirati gli altri ordinamenti, è stato istituito dal primo console Napoleone Bonaparte con la legge del 28 piovoso VIII (17 febbraio 1800). Attualmente in Francia il prefetto può essere preposto a un dipartimento, una regione o a una delle tre regioni marittime (Atlantico, Manica e Mediterraneo); a Parigi, Marsiglia, Lione e nella Corsica vi è inoltre un prefetto di polizia. Nel 1948, dopo la Seconda Guerra Mondiale, e dal 10 maggio 1982 al 29 febbraio 1988 il prefetto del dipartimento era stato denominato commissario della Repubblica.

### Capo di un ente territoriale
In Brasile il prefetto è il capo dell'amministrazione municipale, analogo al sindaco italiano, eletto dal popolo per quattro anni. Le città più grandi come São Paulo e Rio de Janeiro hanno inoltre dei sottoprefetti, nominati dal prefetto e responsabili di circoscrizioni cittadine dette sottoprefetture. La carica di prefetto fu istituita dopo il colpo di Stato del 1930, in sostituzione delle precedenti cariche di intendente e presidente da câmara municipal (tuttora in uso in Portogallo per designare il capo dell'amministrazione municipale).
In Quebec, Canada, il prefetto è posto a capo della municipalità regionale di contea, un ente territoriale che raggruppa più municipalità. È eletto per due anni dal consiglio dell'ente, costituito dai sindaci delle municipalità che ne fanno parte, oppure per quattro anni a suffragio universale.
In Bolivia fino al 2010 il prefetto era a capo di un dipartimento; ora l'organo corrispondente ha il titolo di governatore. Il prefetto era nominato dal Presidente della Bolivia fino 2005, anno in cui fu introdotta l'elezione popolare. I dipartimenti si dividono in province con a capo un sottoprefetto.
Viene tradotto con prefetto anche il titolo di nomarhis (νομάρχης) che era attribuito in Grecia al capo di una prefettura (nomòs, νομός), suddivisione amministrativa intermedia tra la periferia (periféria, περιφέρεια) e la municipalità (dhimós, δήμος, se urbana; kinótita, κοινότητα, se rurale). Dal 1994 il prefetto e il consiglio di prefettura (νομαρχιακό συμβούλιο) erano eletti ogni quattro anni dal popolo, mentre in precedenza erano nominati dal governo. Con la riforma amministrativa del 2010, le prefetture sono state abolite, i vertici delle periferie resi elettivi e la rappresentanza governativa decentrata a livello di una nuova, più ampia circoscrizione: la diocesi (διοικήσεις), cui è preposto un segretario generale (γενικός γραμματέας).

## Prefetti nella Chiesa cattolica
Nella Chiesa cattolica il titolo di prefetto è usato in ambiti diversi.
Prefetto è il cardinale che presiede alcuni dicasteri della Santa Sede, come le congregazioni, il Supremo Tribunale della Segnatura Apostolica e, prima della sua soppressione nel 1988, il Consiglio per gli Affari Pubblici della Chiesa. Fino alla costituzione Pastor Bonus del 1988, quando il dicastero era presieduto da un arcivescovo che non fosse anche cardinale, questi assumeva il titolo di pro-prefetto.
Sempre in ambito ecclesiastico è detto prefetto apostolico il prelato al quale è affidato il governo di un territorio che attende di essere eretto a diocesi (prefettura apostolica). Il prefetto apostolico si distingue dal vicario apostolico, che ha analoghe funzioni, perché a differenza di questo non è un vescovo.
In molte chiese cattedrali o collegiate, prefetto (secondo gli specifici statuti) è il canonico che presiede il capitolo o collegio dei canonici o il canonico che ne amministra i beni.
In diverse diocesi (come ad esempio nella diocesi di Roma) prefetto (talvolta detto "parroco prefetto" o "prefetto diocesano" per distinguerlo dall'omonima carica civile) è il sacerdote responsabile di un raggruppamento di parrocchie detto prefettura ed equivalente a quello di vicario foraneo. Altrove è rimasto come titolo onorifico del titolare della sede di un'antica prefettura (parroco prefetto o prefetto di Caltignaga in diocesi di Novara).
Nei seminari diocesani, quando non si era ancora introdotta la comodità di una cameretta personale per i seminaristi, prefetti di camerata erano i seminaristi più anziani costituiti capi di una camerata di seminaristi più giovani.
Nella Congregazione Salesiana fino al 1972 prefetto era il sacerdote con funzioni di vicario del superiore e amministratore dei beni di tutto l'Istituto, di una sua provincia o singola casa religiosa. Da allora le due funzioni sono state distinte in quelle del vicario e dell'economo.